# Thrypticocirrus monomorpha
Thrypticocirrus monomorpha is een mosdiertjessoort uit de familie van de Smittinidae. De wetenschappelijke naam van de soort is voor het eerst geldig gepubliceerd in 1984 door Gordon.